# المذبحة (لاماتزا)
المذبحة (بالإسبانية لاماتزا) حدثت انتفاضة فلاحية في 22 يناير 1932 في المقاطعات الغربية من السلفادور وقمعتها الحكومة، ثم قادها ماكسيميليانو هيرنانديز مارتينيز. أعدم الجيش السلفادوري، الذي كان متفوقًا إلى حد كبير بأسلحته وجنوده، أولئك الذين وقفوا ضده. كان التمرد خليطًا من الاحتجاج والانتفاضة وانتهى بإبادة عرقية، راح ضحيته ما يقدر بنحو 10,000 إلى 40,000 من الفلاحين وغيرهم من المدنيين، كان الكثير منهم من سكان بيبل.

## الخلفية
بدأت الاضطرابات الاجتماعية السلفادورية في النمو في عشرينيات القرن العشرين، ويرجع ذلك في المقام الأول إلى التجاوزات المعروفة للطبقة السياسية، والتفاوت الاجتماعي الواسع بين ملاك الأراضي والبيبل. صرح ضابط في الجيش الأمريكي في عام 1931 أنه «يبدو أنه لا يوجد شيء بين هذه السيارات باهظة الثمن، والعربة التي يجرها الثور مع صاحبها الحافي القدمين. عمليًا لا توجد طبقة متوسطة». تركت سياسات اللاتيفونديا 90% من أراضي البلاد في أيدي 14 عائلة، الذين استخدموا الأرض لزراعة القهوة باعتبارها من المحاصيل النقدية.
اعتمد الاقتصاد السلفادوري إلى حد كبير على حبوب البن خلال أواخر القرن التاسع عشر وأوائل القرن العشرين، لدرجة أن هذه الفترة عرِفت باسم عصر «جمهورية القهوة». نمت صناعة البن الوطنية بتراكم ثروات مجموعة صغيرة من ملاك الأراضي والتجار الذين اشتروا أجزاء كبيرة من الأراضي، ووظفوا عددًا كبيرًا من الفلاحين، وكثير منهم من السكان الاصليين. كانت ظروف العمل في المزارع سيئة للغاية. بحلول عام 1930، تألف الأجر من اثنين من التُّرتيّة، وملعقتين من الفاصولياء في بداية ونهاية كل يوم. علاوةً على ذلك، دُفِعت أجور العمال على شكل سندات وكان بالإمكان استبدالها فقط في المتاجر التي يسيطر عليها أصحاب المزارع. أدى ذلك إلى احتكارات محلية دفعت أسعار المواد الغذائية إلى الارتفاع. أشارت التقديرات إلى أن تكاليف الغذاء للعمال لم تتجاوز 0.01 دولار في اليوم، ما أدى إلى أرباح كبيرة لمالكي المزارع.
في عام 1932 كتب رئيس الوفد الأمريكي في سان سلفادور، دبليو. جاي. مكافرتي، رسالة إلى حكومته يوضح فيها الوضع السلفادوري، معلنًا أن حيوانات المزرعة تساوي أكثر من العمال لأنها مطلوبة بشدة وذات قيمة تجارية أفضل.
عزز الوضع الاقتصادي العالمي الناجم عن الكساد الكبير نقص الفرص في دول مثل السلفادور. بسبب انخفاض أسعار البن، أغلِقت العديد من المزارع وفقد العديد من الفلاحين وظائفهم، ما تسبب في اضطراب اقتصادي عميق. مع أن الأزمة أثرت على الناس في جميع أنحاء البلاد (وجميع دول أمريكا اللاتينية تقريبًا)، لكن الأزمة كانت أكثر حدة في غرب السلفادور. جردت سياسات الرئيسين بيو روميرو بوسكي، وأرتورو أروجو جميع الأراضي تقريبًا من الفلاحين المحليين. كانت هذه المنطقة مكتظة بسكان بيبل الأصليين. طلب السكان الأصليون، المنفصلون عن التقدم الاقتصادي الشحيح، المساعدة من قادتهم. على الرغم من أن القانون لم يمنح أي سلطات أو اعتراف رسمي لزعماء القبائل، لكن المواطنين احترموا سلطاتهم وأطاعوها. سعت الطبقة السياسية في كثير من الأحيان لنيل استحسان زعماء القبائل من أجل كسب دعم شعبهم خلال الانتخابات.
بغية تخفيف حدة الأزمة الاقتصادية، نظم البيبل أنفسهم في شراكات تعاونية، جرى من خلالها توفير فرص العمل مقابل مشاركتهم في الاحتفالات الكاثوليكية. قاد زعماء القبائل هذه الشراكات، ومثّلوا العاطلين عن العمل أمام السلطات وأشرفوا على عملهم. فلسيانو آما، على سبيل المثال، كان واحدًا من أكثر زعماء القبائل نشاطًا، وحظي بتقدير كبير من قبل السكان الأصليين. رتب آما لمساعدة اقتصادية من الرئيس روميرو مقابل دعم ترشحه. من ناحية أخرى، اشتدت الأزمة بسبب الصراع الدائم بين السكان الأصليين وغير الأصليين. وبطبيعة الحال، كان لدى السكان غير الأصليين علاقات أفضل مع الحكومة، فعندما حدثت أعمال الشغب أو القتال، اعتقِل قادة السكان الأصليين وحكِم عليهم بالإعدام.
سبق التمرد عدم الاستقرار السياسي. حكمت النخب الليبرالية الاقتصادية السلفادور منذ عام 1871، والتي ترأست على مدى فترة طويلة من الاستقرار النسبي. بحلول الحرب العالمية الأولى، تناوبت عائلتا ملينديز، وكينيونز على الرئاسة فعليًا في تعاقب يشبه تعاقب السلالات الحاكمة. في عام 1927 انتخِب بيو روميرو بوسكي رئيسًا، وشرع في التحرر السياسي الذي أدى إلى ما يمكن القول إنه أول انتخابات حرة في التاريخ السلفادوري، والتي أجريت في عام 1931.
انتخِب أرتورو أروجو خلال انتخابات عام 1931، وسط أزمة اقتصادية حادة. بعد انقلاب عسكري، تولى نائب الرئيس ماكسيميليانو هيرنانديز مارتينيز حكم البلاد في ديسمبر عام 1931، ما شكل بداية الدكتاتورية العسكرية في السلفادور. اتسم نظام هيرنانديز مارتينيز بصرامة قوانينه وعقوباته. فعلى سبيل المثال، يعاقب السارق ببتر اليد. دعم مارتينيز قوات الشرطة وكان عدوانيًا خاصة في المسائل المتعلقة بالتمرد، إذ أصدر عقوبة الإعدام ضد أي شخص يعارض النظام الحاكم.
ومع أن حكم مارتينيز ربما أرضى الجيش، استمر السخط الشعبي في التزايد، واستمر معارضو الحكومة في التحريض. وفي غضون أسابيع خطط الشيوعيون، الذين اعتقدوا أن البلاد مستعدة لتمرد فلاحي، للتمرد ضد مارتينيز.

## أسباب الصراع
أثرت العديد من الحوادث والمواقف تأثيرًا مباشرًا على الصراع. فمن جهة، نُظم الجيش السلفادوري لمنع أي ثورات. بدأ الفلاحون (من السكان الأصليين وغير الأصليين) بالانتفاض ضد السلطات المحلية بطريقة غير منظمة. وأخيرًا، انخرط الحزب الشيوعي السلفادوري في الأنشطة التي أدت إلى الانتفاضة.

### الجيش السلفادوري عام 1932
نُظِم الجيش في أفواج من المشاة والمدفعية والرشاشات وسلاح الفرسان. كان السلاح الأكثر استخدامًا هو غيفيا 98 الألماني الصنع. لم تلعب القوات الجوية دورًا حاسمًا، واقتصرت مشاركتها في ذلك الوقت على الاستطلاع.
خضع الجيش لأوامر مباشرة من الرئيس، وكان الدفاع عن الدولة هو هدفه الرئيسي. شملت القوات الأمنية المختلفة: الشرطة الوطنية، والحرس الوطني، وشرطة المزارع.

### تمرد الفلاحين السابق
بالنظر إلى ظروف الفقر وعدم المساواة، بدأ بعض الفلاحين الذين جردوا من أراضيهم واضطروا للعمل بأجور زهيدة بالتمرد ضد الملاك والسلطات. وبدأ ذلك على أساس فردي، ما سهل على السلطات اعتقال المتمردين أو تهديدهم. كان للملاك الكبار علاقات وثيقة بالسلطات العسكرية، لذلك تولت قوات الأمن الرسمية الدفاع عن المزارع.
بعد عدة اعتقالات، بدأ الفلاحون في التنظيم بطريقة الشيء غير الظاهر، مفتقرين إلى أي نظام هرمي. ولذلك، بقيت الجهود معزولة ومتفرقة، ويسهل قمعها. اعتقلت قوات الأمن المتمردين، وحُكم على العديد منهم في وقت لاحق بالإعدام إما رميًا بالرصاص أو شنقًا. لا توجد بيانات عن عدد عمليات الإعدام التي نفذت في الأسابيع السابقة للمذبحة. غير أنه من المعروف أن العديد من قادة الفلاحين أدينوا، وكذلك العديد من المسؤولين الحكوميين الذين تعاونوا معهم بأي شكل من الأشكال.

### الحزب الشيوعي السلفادوري
في الوقت الذي بدأت فيه النزاعات بين السكان الأصليين، والفلاحين، وأصحاب الأراضي، والسلطات، بدأ الحزب الشيوعي السلفادوري في توزيع كتيبات وتسجيل أعضاء جدد. تأججت الحركات بسبب الإحباط من الوعود التي قطعتها الحكومة والأحزاب السياسية. بنى القادة الشيوعيون بقيادة فارابوندو مارتي منظمة سياسية تمكنت من الحصول على تعاطف السكان. بعد انقلاب عام 1931، اكتسبت الصحافة مزيدًا من الحرية في التعبير عن الآراء المعارضة، وزاد انتشار رسالة الحزب الشيوعي السلفادوري الثورية.
على الرغم من افتقارهم إلى برنامج حزبي محدد، فقد سجل الحزب الشيوعي السلفادوري مرشحين لانتخابات يناير 1932. تعرضت العمليات الانتخابية في تلك الفترة لانتقادات خطيرة. كان لا بد من إجراء التصويت علنًا مع السلطات. فضلت هذه الممارسة المرشحين الرسميين على نطاق واسع من خلال بث الخوف بين الناخبين وإعاقة المشاركة الديمقراطية.
بعد الانتخابات، دفعت اتهامات التزوير القيادة الشيوعية إلى التخلي عن الثقة في العملية الانتخابية والسير في طريق الانتفاضة.
خًطط للانتفاضة في منتصف يناير 1932، وتضمنت دعم المتعاطفين الشيوعيين في الجيش. وقبل اندلاع الانتفاضة اعتقلت الشرطة مارتي وزعماء شيوعيين آخرين. صادرت السلطات وثائق تثبت التمرد المخطط له، والذي استخدِم كدليل في المحاكمات العسكرية.
على الرغم من الضربة الأخلاقية والتنظيمية التي عانى منها الحزب، لم يلغَ التمرد. بحلول نهاية يناير 1932، أصبح الوضع الوطني فوضويًا. اعتقلت قوات الأمن أي جماعات أو أفراد متورطين في أعمال تخريبية أو ثورية. في هذه الأثناء، بدأ السكان الأصليون في الغرب في التمرد احتجاجًا على الظروف المعيشية السيئة. لا يوجد دليل يدعم الموقف القائل بأن انتفاضة الفلاحين قام بها الحزب الشيوعي السلفادوري، ولكن بسبب التواريخ التي حدثت فيها كلتا الانتفاضتين، ردت القوات المسلحة بالتساوي على كلتا الحركتين.